# Calliptamicus antennatus
Calliptamicus antennatus is een rechtvleugelig insect uit de familie veldsprinkhanen (Acrididae). De wetenschappelijke naam van deze soort is voor het eerst geldig gepubliceerd in 1902 door Kirby.
1. ↑  (en) Calliptamicus antennatus op de IUCN Red List of Threatened Species.